# Nekrolog 1693
Nekrolog
◄◄
| ◄
| 1689
| 1690
| 1691
| 1692
| 1693 | 1694 | 1695 | 1696 | 1697 | ► | ►►
Weitere Ereignisse | Allgemeiner Nekrolog 1693
Die Beschreibung der verstorbenen Person sollte so kurz wie möglich gehalten sein und nur deren signifikante Tätigkeit(en) enthalten.
Neue Namen ggf. auch unter dem Geburts- und Sterbedatum, also etwa unter 1. Januar und im Geburts- und Sterbejahr (2024) eintragen (nur bei entsprechender großer Wichtigkeit). Für Beispiele siehe die schon vorhandenen Artikel.
Außerdem über die fünf zuletzt Verstorbenen, zu denen es einen ausreichend guten Artikel für eine Präsentation auf der Hauptseite gibt, nach der todesbedingten Überarbeitung der Artikel ggf. auch unter Wikipedia Diskussion:Hauptseite informieren und sie am besten auch in den anderen Wikipedia-Sprachversionen eintragen. Tipp: Regelmäßig bei news.google.de nach „ist tot“, „gestorben“ oder „verstorben“ suchen.
Wenn eine Person gestorben ist, gibt es viele Seiten zu dieser Person in der Wikipedia, die davon auch betroffen sind und entsprechend aktualisiert werden müssen. Beispiele: Namenübersichtsseite, Geburtsjahr, Geburtsort-Seiten und viele mehr.
Wie finde ich die betroffenen Seiten?
Im Suchfeld auf der linken Seite gibt man den Suchbegriff so ein: „Vorname Nachname“. Dann klickt man auf Volltext und alle Seiten mit entsprechendem Suchtext werden aufgerufen. Hier sieht man dann schnell, wo auch das Todesjahr Sinn macht oder sogar ein Teil des Artikels angepasst werden muss. Auch hilft das „Werkzeug“ auf der linken Seite sehr gut, um solche Seiten aufzufinden: „Links auf diese Seite“. Somit ist die Wikipedia wieder aktuell in allen Bereichen! Hinweis: bei Eintragung der Kategorie „Gestorben JAHR“ wird der Missbrauchsfilter 49 ausgelöst, was jedoch nicht schlimm ist. Siehe: Spezial:Missbrauchsfilter/49
Dies ist eine Liste von im Jahr 1693 verstorbenen bekannten Persönlichkeiten. Die Einträge erfolgen innerhalb der einzelnen Daten alphabetisch sortiert. Tiere sind im Nekrolog für Tiere zu finden.

## Januar
| Tag        | Name                       | Beruf, bekannt als                                                     | Alter | Beleg |
| ---------- | -------------------------- | ---------------------------------------------------------------------- | ----- | ----- |
| 01. Januar | Melchior Leopold von Beckh | kaiserlicher General und Inhaber des Infanterie-Regiments No. 59       |       |       |
| 01. Januar | Theodor Undereyck          | reformierter Geistlicher, Schriftsteller und Wegbereiter des Pietismus | 57    |       |
| 06. Januar | Mehmed IV.                 | Sultan des Osmanischen Reiches (1648–1687)                             | 51    |       |
| 07. Januar | Federico Visconti          | italienischer Erzbischof und Kardinal                                  |       |       |
| 08. Januar | Jan Andrzej Morsztyn       | polnischer Dichter, Adliger, Angehöriger des Landadels und Politiker   | 71    |       |

## Februar
| Tag         | Name                                   | Beruf, bekannt als                                                                              | Alter | Beleg |
| ----------- | -------------------------------------- | ----------------------------------------------------------------------------------------------- | ----- | ----- |
| 04. Februar | Johannes de Britto                     | portugiesischer Jesuit, Missionar und Märtyrer                                                  | 45    |       |
| 05. Februar | Karl Franz Neander von Petersheide     | Titularbischof von Nicopolis und Weihbischof in Breslau                                         | 66    |       |
| 07. Februar | Paul Pellisson                         | französischer Schriftsteller und Mitglied der Académie française                                | 68    |       |
| 08. Februar | Stephan Pilarick                       | ungarischer Philosoph, evangelischer Theologe und Pfarrer in Neu-Salza                          |       |       |
| 13. Februar | Johann Caspar von Kerll                | deutscher Organist, Cembalist und Komponist                                                     | 65    |       |
| 15. Februar | Emilie von Hessen-Kassel               | Fürstin von Tarent und Talmont                                                                  | 67    |       |
| 18. Februar | Johann Matthias Testarello della Massa | deutscher Historiker und Domherr zu Sankt Stephan in Wien                                       |       |       |
| 19. Februar | Konstantin von Bertram                 | deutscher Diplomat, katholischer Kirchenrechtler und Reichstagsabgesandter; Kanzler in Kurmainz |       |       |
| 22. Februar | Henrik Horn                            | schwedischer Feldmarschall, Admiral und Generalgouverneur der Herzogtümer Bremen und Verden     | 74    |       |
| 26. Februar | Charles Scarborough                    | britischer Arzt                                                                                 | 77    |       |

## März
| Tag      | Name                              | Beruf, bekannt als                     | Alter | Beleg |
| -------- | --------------------------------- | -------------------------------------- | ----- | ----- |
| 01. März | Benedikt Schultheiß               | deutscher Organist und Komponist       | ≈40   |       |
| 06. März | Antonio von Caraffa               | habsburgischer Feldmarschall           |       |       |
| 08. März | Leopoldine Eleonore von der Pfalz | Kurfürstin von Bayern                  | 13    |       |
| 09. März | Carlo Cesare Malvasia             | italienischer Gelehrter und Historiker | 76    |       |
| 16. März | Martin Weise                      | deutscher Mediziner                    | 87    |       |
| 31. März | Jiři Melcl                        | böhmischer Komponist                   |       |       |
| 31. März | Clemens Schäffer                  | österreichischer Zisterzienser und Abt | 64    |       |

## April
| Tag       | Name                                                 | Beruf, bekannt als                                                                          | Alter | Beleg |
| --------- | ---------------------------------------------------- | ------------------------------------------------------------------------------------------- | ----- | ----- |
| 01. April | François de Poilly der Ältere                        | französischer Kupferstecher, Stichhändler und Verleger                                      |       |       |
| 04. April | Isaac Aboab da Fonseca                               | portugiesisch-niederländischer Rabbi, Leiter der jüdischen Gemeinde in Recife und Amsterdam | 88    |       |
| 05. April | Anne Marie Louise d’Orléans, duchesse de Montpensier | Herzogin von Montpensier, Nichte Ludwigs XIII., Cousine Ludwigs XIV.                        | 65    |       |
| 05. April | Philipp Wilhelm August von der Pfalz                 | 8. Sohn des Pfälzer Kurfürsten Philipp Wilhelm von Pfalz-Neuburg                            | 24    |       |
| 05. April | Christian Scriver                                    | deutscher Theologe und Kirchenliederdichter                                                 | 64    |       |
| 09. April | Roger de Bussy-Rabutin                               | französischer General und Schriftsteller                                                    | 74    |       |
| 09. April | Justus Christoph Schomer                             | deutscher lutherischer Theologe                                                             | 44    |       |
| 11. April | Hermann Crusius                                      | deutscher Altphilologe, Schriftsteller und Lehrer                                           |       |       |
| 15. April | John Cutler                                          | englischer Händler und Finanzmann, Stifter der Cutler-Vorlesung                             |       |       |
| 17. April | Rutger von Ascheberg                                 | schwedischer Feldmarschall                                                                  | 71    |       |
| 17. April | Xaver Jakub Ticin                                    | sorbischer Geistlicher und Sprachwissenschaftler                                            | 36    |       |
| 20. April | Claudio Coello                                       | spanischer Maler                                                                            | 51    |       |
| 24. April | Giovanni Battista Colomba                            | Schweizer Architekt, Stuckateur und Maler                                                   |       |       |
| 30. April | Johann Georg Rudolphi                                | Maler des Paderborner Landes                                                                |       |       |

## Mai
| Tag     | Name                                  | Beruf, bekannt als                                                      | Alter | Beleg |
| ------- | ------------------------------------- | ----------------------------------------------------------------------- | ----- | ----- |
| 02. Mai | Ernst I.                              | Landgraf von Hessen-Rheinfels und später von Hessen-Rheinfels-Rotenburg | 69    |       |
| 03. Mai | Claude de Rouvroy, duc de Saint-Simon | französischer Adliger                                                   | 85    |       |
| 04. Mai | Wolf Hieronymus Herold                | deutscher Glockengießer                                                 |       |       |
| 08. Mai | Jan Verkolje                          | niederländischer Maler                                                  | 43    |       |
| 17. Mai | Christoph Sigismund von Kropff        | Adliger                                                                 | 64    |       |
| 17. Mai | Johann Georg Volkamer                 | deutscher Arzt, Naturforscher und Schriftsteller                        | 76    |       |
| 21. Mai | Henry Erskine, 3. Lord Cardross       | schottischer Adliger und Politiker                                      |       |       |
| 22. Mai | Georg Wilhelm von Lüttwitz            | kurbrandenburgischer Generalmajor und Amtshauptmann                     |       |       |
| 23. Mai | Heinrich Kerkring                     | Ratsherr der Hansestadt Lübeck                                          |       |       |
| 25. Mai | Marie-Madeleine de La Fayette         | französische Schriftstellerin                                           | 59    |       |
| 29. Mai | Jérôme de La Mothe-Houdancourt        | französischer Bischof                                                   |       |       |
| 00.Mai  | Martin Friedrich Seidel               | brandenburgischer Historiker                                            | 72    |       |

## Juni
| Tag      | Name                        | Beruf, bekannt als                                      | Alter | Beleg |
| -------- | --------------------------- | ------------------------------------------------------- | ----- | ----- |
| 18. Juni | Johann Heinrich von Anethan | Weihbischof                                             |       |       |
| 20. Juni | Juliane von Hessen-Eschwege | deutsche Adlige aus dem Haus Hessen am schwedischen Hof | 41    |       |
| 24. Juni | Pavel Josef Vejvanovský     | tschechischer Trompeter und Komponist des Barock        |       |       |
| 26. Juni | Johann Friedrich Besser     | deutscher Orgelbauer                                    |       |       |

## Juli
| Tag      | Name                            | Beruf, bekannt als                                                                 | Alter | Beleg |
| -------- | ------------------------------- | ---------------------------------------------------------------------------------- | ----- | ----- |
| 02. Juli | Ida Block                       | niederländische Mennonitin und Forscherin                                          | 60    |       |
| 12. Juli | Domenico Melani                 | italienischer Kastratensänger und kursächsischer Hofbeamter                        | 64    |       |
| 13. Juli | Johann Konrad I. von Roggenbach | Fürstbischof von Basel                                                             | 74    |       |
| 19. Juli | Heinrich                        | Graf von Solms-Braunfels, niederländischer und englischer Offizier                 | 55    |       |
| 20. Juli | Heinrich Balemann               | Lübecker Jurist und Ratsherr                                                       |       |       |
| 21. Juli | Friedrich Wilhelm Marschall     | Erbmarschall in Thüringen und Rittergutsbesitzer in Herrengosserstedt und Zöbigker | 71    |       |
| 25. Juli | Johann Adolph Marschall         | deutscher Hofbeamter und Rittergutsbesitzer                                        | 50    |       |
| 26. Juli | Ulrike Eleonore von Dänemark    | dänische Prinzessin, als Gemahlin Karls XI. Königin von Schweden                   | 36    |       |
| 29. Juli | Anton Sigismund de Buys         | kurbrandenburgischer Oberst und Regimentschef                                      |       |       |
| 31. Juli | Willem Kalf                     | niederländischer Maler                                                             |       |       |

## August
| Tag        | Name                                | Beruf, bekannt als                                                  | Alter | Beleg |
| ---------- | ----------------------------------- | ------------------------------------------------------------------- | ----- | ----- |
| 06. August | Johann Lucas Pestorf                | deutscher lutherischer Theologe, Generalsuperintendent, Abt         | 55    |       |
| 07. August | Johann Georg II.                    | Fürst von Anhalt-Dessau                                             | 65    |       |
| 18. August | Moritz Georg Weidmann               | Verleger und Buchhändler und Gründer der Weidmannschen Buchhandlung | 35    |       |
| 21. August | Patrick Sarsfield, 1. Earl of Lucan | irischer General                                                    |       |       |
| 23. August | Johann Daniel Major                 | deutscher Universalgelehrter                                        | 59    |       |
| 31. August | Laurent Cassegrain                  | französischer katholischer Priester, Gelehrter                      |       |       |

## September
| Tag           | Name                                   | Beruf, bekannt als                                                                                  | Alter | Beleg |
| ------------- | -------------------------------------- | --------------------------------------------------------------------------------------------------- | ----- | ----- |
| 03. September | Kaspar von Schmid                      | kurfürstlich bayerischer Geheimer Ratskanzler                                                       |       |       |
| 05. September | Johann Leddin                          | Jurist und Oberamtskanzler der Oberlausitz                                                          | 54    |       |
| 06. September | Odoardo II. Farnese                    | Sohn des Herzogs Ranuccio II. Farnese von Parma und Piacenza                                        | 27    |       |
| 07. September | Johann Christoph Bach der Ältere       | deutscher Violinist, Zwillingsbruder von Johann Ambrosius Bach, dem Vater von Johann Sebastian Bach | 48    |       |
| 10. September | Georg Christian Hoffmann               | Bürgermeister von Heilbronn                                                                         | 66    |       |
| 12. September | Élisabeth Baulacre                     | Genfer Unternehmerin                                                                                | 79    |       |
| 12. September | Gabrielle de Rochechouart de Mortemart | französische Aristokratin                                                                           |       |       |
| 13. September | Flavio Chigi                           | italienischer Kurienkardinal                                                                        | 62    |       |
| 15. September | Otto Grote zu Schauen                  | braunschweig-lüneburgischer Staatsmann                                                              | 56    |       |
| 17. September | Lüdecke Ernst von Schöning             | brandenburgischer, dann sächsischer General                                                         |       |       |
| 19. September | Johann Weichard von Valvasor           | slowenischer Topograph und Historiker                                                               | 52    |       |
| 23. September | David Schellhammer                     | deutscher Bibliothekar                                                                              |       |       |
| 23. September | Johannes Tesmar                        | deutscher Rechtswissenschaftler und Hochschullehrer                                                 | 50    |       |
| 30. September | Bankei Eitaku                          | japanischer Zen-Meister                                                                             |       |       |

## Oktober
| Tag         | Name                                       | Beruf, bekannt als                                                                                     | Alter | Beleg |
| ----------- | ------------------------------------------ | --- | ----- | ----- |
| 01. Oktober | Hans Reule                                 | deutscher Zimmermeister und Architekt                                                                  | 50    |       |
| 09. Oktober | Johann Baptist Eiselin                     | Benediktiner, Magister, Historiker                                                                     | 56    |       |
| 09. Oktober | Marquard Sebastian Schenk von Stauffenberg | Fürstbischof von Bamberg                                                                               | 49    |       |
| 10. Oktober | Charles Patin                              | französischer Arzt und Numismatiker                                                                    | 60    |       |
| 12. Oktober | Georg Engelbrecht                          | deutscher Jurist, Richter am Obertribunal Wismar                                                       | 67    |       |
| 14. Oktober | Philipp Kilian                             | deutscher Kupferstecher                                                                                | 65    |       |
| 17. Oktober | Karl von Schomberg                         | deutschstämmiger General im Dienst verschiedener Herren                                                | 48    |       |
| 20. Oktober | Johann Andreas Mauersberger der Ältere     | deutscher evangelischer Pfarrer, Epigrammatiker, Dichter und Erbauungsschriftsteller                   | 44    |       |
| 23. Oktober | Giacomo Lubrano                            | italienischer Jesuitenpater und Prediger                                                               | 74    |       |
| 25. Oktober | Theodor Heinrich von Strattmann            | österreichisch-deutscher Diplomat und Reichskanzler unter Leopold I.                                   |       |       |
| 26. Oktober | Coenraad van Beuningen                     | Bürgermeister und Regent von Amsterdam, niederländischer Diplomat und Politiker                        |       |       |
| 25. Oktober | Hans von Werthern                          | deutscher Adliger, Erbkammertürhüter im Heiligen Römischen Reich und Inspektor der Landesschule Pforta | 66    |       |
| 27. Oktober | Anton Brunsen                              | deutscher reformierter Theologe und kurfürstlich-brandenburgischer Hofprediger                         | 52    |       |
| 29. Oktober | Anton Heinrich Mollenbeck                  | deutscher Rechtswissenschaftler und Hochschullehrer                                                    | 71    |       |
| 31. Oktober | Lorenzo Penna                              | italienischer Komponist und Musiktheoretiker                                                           |       |       |

## November
| Tag          | Name                                      | Beruf, bekannt als                                        | Alter | Beleg |
| ------------ | ----------------------------------------- | --------------------------------------------------------- | ----- | ----- |
| 01. November | Johannes Koch von Gailenbach              | Augsburger Patrizier, Oberkirchenpfleger und Geheimer Rat | 79    |       |
| 02. November | Theodor Kerckring                         | niederländischer Anatom und Alchemist                     |       |       |
| 05. November | Maria Franziska von Waldburg-Zeil-Wurzach | Äbtissin des Damenstifts Buchau                           | 63    |       |
| 09. November | Cornelis Ryckwaert                        | niederländischer Baumeister und Ingenieur                 |       |       |
| 12. November | Maria van Oosterwijk                      | niederländische Barockmalerin                             | 63    |       |
| 23. November | Job Adriaenszoon Berckheyde               | niederländischer Maler                                    |       |       |
| 24. November | Christoph Friedrich Zilliger              | deutscher Buchdrucker, Buchhändler und Verleger           |       |       |
| 30. November | Johann David Herlicius                    | Maler                                                     |       |       |

## Dezember
| Tag          | Name                                            | Beruf, bekannt als                                                                       | Alter | Beleg |
| ------------ | ----------------------------------------------- | ---------------------------------------------------------------------------------------- | ----- | ----- |
| 06. Dezember | Ernst von Weiler                                | Generalmajor und Chef der kurbrandenburger Artillerie                                    |       |       |
| 12. Dezember | Anna Magdalena von Pfalz-Birkenfeld-Bischweiler | Gräfin von Hanau-Lichtenberg                                                             | 53    |       |
| 16. Dezember | Willem van de Velde der Ältere                  | holländischer Maler                                                                      |       |       |
| 19. Dezember | Georg Christoph Gebhardi                        | deutscher Mathematiker und Historiker                                                    | 26    |       |
| 22. Dezember | Elisabeth Hevelius                              | Astronomin                                                                               | 46    |       |
| 22. Dezember | Gebhardt Theodor Meier                          | deutscher evangelischer Theologe                                                         | 60    |       |
| 24. Dezember | Philipp Franz Eberhard von Dalberg              | Präsident des Reichskammergerichts, Domdekan in Worms, Rektor der Universität Heidelberg | 58    |       |
| 24. Dezember | Johann Geuder                                   | deutscher Dichter und evangelischer Pfarrer                                              |       |       |
| 24. Dezember | Nicolaes Maes                                   | holländischer Maler                                                                      | 59    |       |
| 25. Dezember | Georg Friedrich Meyer                           | Schweizer Geodät, Mathematiker und Kartograph                                            | 48    |       |
| 27. Dezember | Joseph Adelmann                                 | deutscher Jesuit und Hochschullehrer                                                     |       |       |

## Datum unbekannt
| Otto von Ahlefeldt       | deutscher Offizier, Gutsherr und Amtmann                                                                        |  |
| Constantin Cantemir      | Herrscher des Fürstentums Moldau                                                                                |  |
| Violante do Céu          | portugiesische Nonne und Lyrikerin                                                                              |  |
| Ernst Dönhoff            | polnischer Generalmajor, Jägermeister von Litauen, Kastellan von Wilna, Woiwode von Marienburg, Kronobermars... |  |
| Johann Franz Ermels      | deutscher Porträt-, Historien- und Landschaftsmaler                                                             |  |
| Jean Genoud              | katholischer Missionar in Südostasien                                                                           |  |
| Andreas Gleich           | Organist und Kirchenmusiker                                                                                     |  |
| Walerian Gutowski        | Provinzial und königlicher Prediger des Franziskanerordens                                                      |  |
| António da Hornay        | Generalkapitän von Solor und Timor und Topasse-Herrscher                                                        |  |
| Ihara Saikaku            | japanischer Schriftsteller                                                                                      |  |
| Adam Kotowski            | Mundschenk des polnischen Königs Johann III. Sobieski                                                           |  |
| Johannes Picker          | deutscher evangelischer Theologe und Schulmann                                                                  |  |
| John Spencer             | englischer Geistlicher und Gelehrter                                                                            |  |
| Franciscus van Sterbeeck | flämischer Geistlicher, Botaniker und Mykologe                                                                  |  |
| Elias Tillandz           | finnischer Botaniker und Professor der Medizin an der Akademie zu Turku                                         |  |
| Giuseppe Felice Tosi     | italienischer Organist, Kapellmeister und Komponist                                                             |  |
| Peter Westenra           | irischer Politiker                                                                                              |  |
| Zär’a Yaqob              | äthiopischer Philosoph                                                                                          |  |
| Frans Ykens              | flämischer Maler von Stillleben                                                                                 |  |
| Otto Zastro              | Kammerjunker und Amtshauptmann                                                                                  |  |
| Johann Jacob Zimmermann  | deutscher Astronom, Mathematiker und Schriftsteller                                                             |  |